# Affaire Fibag
 (décembre 2017).
Si vous disposez d'ouvrages ou d'articles de référence ou si vous connaissez des sites web de qualité traitant du thème abordé ici, merci de compléter l'article en donnant les références utiles à sa vérifiabilité et en les liant à la section « Notes et références ».
L'affaire Fibag fit les gros titres des journaux en Allemagne de l'Ouest en 1961-62.
En 1961 le magazine Der Spiegel rapporta que le ministre fédéral de la Défense allemand, Franz Josef Strauß, avait recommandé la Fibag (Finanzbau Aktiengesellschaft) à son collègue américain Thomas S. Gates pour construire plusieurs milliers d'appartements destinés à l'armée américaine en Allemagne. Étaient impliqués dans l’affaire, entre autres, l'éditeur conservateur de Passau, Hans Kapfinger, et Strauss lui-même, par l’intermédiaire de Friedrich Zimmermann, son mandataire. Strauss fut accusé d'avoir abusé de son poste, car son ami Kapfinger détenait des actions de la Fibag. À la requête du SPD et du FDP, cette accusation fut examinée par une commission d'enquête du Bundestag. En 1962, à une étroite majorité, elle arriva à la conclusion que Strauss n’avait aucun acte répréhensible à se reprocher, ce qui fut vivement critiqué par le FDP, qui faisait partie de la coalition gouvernementale.
Finalement, l'accord entre Fibag et l'armée américaine ne se concrétisa pas.
L'affaire Fibag, ainsi que d'autres affaires (Affaire Starfighter, affaire du Spiegel) contraignirent Strauss à démissionner de son poste de ministre fédéral de la Défense en 1962.

## Liens Internet
- Bernd Oswald, Daniela Dau : « Die Affären des Strauß-Clans ». Von Gier und Größenwahn. In: süddeutsche.de. 27 juillet 2004.